# Olivier Karekezi
Olivier Karekezi (25 de mayo de 1983), futbolista ruandés. Juega de centrocampista y su primer equipo fue Armée Patriotique Rwandaise FC.
Hasta la fecha, es el máximo goleador de la selección de Ruanda, con 25 goles.